# Ik zing
Ik zing is een nummer van de Nederlandse zangeres Zoë Livay uit 2025, in samenwerking met de Nederlandse artiest Snelle.

## Achtergrondinformatie
Livay schreef het nummer in samenwerking met Thomas Acda. De zangeres vertelde bij Jan-Willem Roodbeen op NPO Radio 2 dat Snelle op aandringen van Acda werd benaderd om ook mee te doen. De tekst gaat over iets met volle overgave doen, terwijl je het eigenlijk niet helemaal durft. "Ik geloof in de kracht van muziek. Muziek is meer dan alleen melodieën en teksten, het is een taal die iedereen verbindt. Met 'Ik Zing' willen we precies dát laten zien", zegt Livay over het nummer. Snelle vult daarbij aan: "'Ik Zing' is voor mij niet alleen een liedje, maar ook een reminder aan mezelf: het leven is kort dus doe de dingen die je gelukkig maken. Heb plezier en geef het kind in je de ruimte. Wees jezelf en voel je vrij". Acda verzorgt ook vocalen op het eind van het nummer, het fluitje in de outro komt tevens van hem.
"Ik zing" werd Livay's eerste hit. Het werd bij radiozender Qmusic uitgeroepen tot Alarmschijf, bij NPO Radio 2 tot TopSong en bij Radio 538 tot 538 Favourite. De plaat bereikte de 4e de Nederlandse Top 40, en de 9e positie in de Single Top 100.
In juli 2025 kregen Livay en Snelle een Gouden Plaat voor "Ik zing".

## Tracklijst
Muziekdownload
1. "Ik zing" - 2:54